# Puente de Acámbaro
El puente de Piedra de Acámbaro es una monumental obra de nueve arcos construida sobre el río Lerma para comunicar la ciudad ubicada en aquel entonces en Michoacán con el bajío, siguiendo el camino real a Celaya. Durante esa época fueron construidos 2 puentes. Para el primero, muy probablemente destruido por las corrientes del río, su construcción tuvo lugar en el año de 1751 y fue ordenada por acuerdo de cabildo de la catedral de Morelia, según consta en Acta del 11 de abril de 1750. El segundo, más sólido y que se ve en la actualidad, fue construido con fondos de los comerciantes de la ciudad.

## Historia
Desde épocas prehispánicas el el río Lerma o río Grande de Santiago representó el límite geográfico norte del Imperio Purépecha, teniendo puntos de cruce controlados como en el asentamiento de Acámbaro como lugar estratégico para el intercambio con los grupos Guamares y Chichimecas. Con la llegada de los conquistadores y la refundación del pueblo por españoles a ambos lados del río, la función de cruce tomó mayor importancia, construyéndose un primer puente con maderos para comunicar la población hispano-otomí del lado sur del río con el asentamiento chichimeca del lado norte.
Durante el Virreinato de la Nueva España, el pueblo de Acámbaro continuó siendo un punto importante del camino real para cruce del río en el transporte de granos y ganado de Michoacán hacia los centros mineros de Guanajuato y Zacatecas. Se tiene noticia de la existencia de varios puentes de madera para sustituir los puentes anteriores cada vez que fueron destruidos por las corrientes del río Lerma durante el virreinato. A mediados del siglo XVIII fue construido un puente de piedra por el Cabildo Catedral de Valladolid, entre 1950 y 1970, mismo periodo de tiempo en el que se construyeron varias trojes y casas de diezmo, empleando recursos de los mismos diezmos. Este puente fue resultado de un acuerdo del Cabildo Catedral de Michoacán con fecha del 11 de abril de 1750, de acuerdo con documentos históricos disponibles.  Este puente muy posiblemente sucumbió a las corrientes del río Lerma y hasta hace algunas décadas un arco restante podía ser apreciado unos cuantos metros río abajo e inmortalizado en varias fotografías de principios del siglo XX.
El puente de piedra actual fue promovido por Fray Antonio de San Miguel, con el cual se quiso dar una solución duradera al problema de comunicación que ocasionaban las corrientes del río Lerma durante la época de lluvias, al mismo tiempo de proveer trabajo y dar alimento a los habitantes de la ciudad, víctimas de la hambruna provocada por las heladas de los días 27 y 28 de agosto de 1785, crisis conocida como el año del hambre, y razón por la cual por mucho tiempo fue conocido como el "Puente del Hambre". A diferencia del primer puente de piedra, Fray Antonio de San Miguel logró convencer a la población local de apoyar en la construcción, por lo que el actual puente fue financiado con recursos provenientes de los comerciantes de la ciudad. El puente quedó concluido antes de finales del siglo XVIII, resultando ser tan notorio que durante el inventario de 1795 ordenado por el conde de Revillagigedo se menciona «... no hay puente mas digno de noticia que el construido en Acámbaro».

## Arquitectura
El puente de piedra de Acámbaro es uno de los más grandes y mejor construidos durante toda la época del virreinato. Está construido con piedra pegada con mortero de cal, la cual fue forrada con cantera amarilla clara, conocida como «Cantera de Guadalajara». Tiene una longitud total de 160 m, ancho de vía empedrada de 5,30 m y poco más 6 m de ancho total considerando los pretiles. Consta de nueve arcos rebajados de cerca de 9 metros de claro, el mayor de ellos de 12,5 m de claro y 21 m de altura, soportados por pilares centrales de 4 m de espesor y con salientes de más de 1,3 m que sobresalen del paño lateral oriental con una forma puntiaguida para ofrecer menos resistencia al flujo de agua. Del lado occidental las salientes son trapezoidales. La parte superior de los pilares fueron acondicionados como descansos para el resguardo de peatones, incluyendo bancas de piedra para esperar sentados, ante la situación frecuente de cruce simultáneo con carretas o recuas dada la longitud del puente. Fueron construidos un total de 48 resguardos o descansos, 24 de cada lado y a ambos extremos del puente, siguiendo un patrón regular, incluso donde no hay pilares. 
Las entradas del puente se ensanchan remarcadas por los pretiles que continúan varios metros después de la estructura principal, terminando a las cuatro esquinas en pedestales de piedra de forma cuadrada, que sirven como columnas con capiteles. Los pedestales están rematados por cuatro magníficas esculturas religiosas de cantera gris las cuales muestran las imágenes de la Virgen María con el niño y San José en la parte Norte y en la parte Sur se pueden apreciar las imágenes de San Francisco y la Virgen de Guadalupe en un definido y elegante estilo Neoclásico.